# Sárgafejű özvegypinty
A sárgafejű özvegypinty vagy Napóleon-szövőmadár (Euplectes afer) a madarak (Aves) osztályának a verébalakúak (Passeriformes) rendjéhez, ezen belül a szövőmadárfélék (Ploceidae) családjához tartozó faj.

## Rendszerezése
A fajt Johann Friedrich Gmelin német természettudós írta le 1789-ben, a Loxia nembe Loxia afra néven. 

## Alfajai
- Euplectes afer afer (Gmelin, 1789) - Napóleon-szövőmadár; Nyugat- és Közép-Afrika országaiban általánosan elterjedt. Előfordul Mauritánia, Szenegál, Bissau-Guinea, Guinea, Sierra Leone, Elefántcsontpart, Mali, Burkina Faso, Ghána, Togo, Benin, Niger, Nigéria, Kamerun, a Közép-afrikai Köztársaság, Dél-Szudán, a Kongói Köztársaság, a Kongói Demokratikus Köztársaság, Angola (Luanda környéke); eseti előfordulását jelezték Libéria, Csád, Gabon és Uganda területéről is.
- Euplectes afer strictus (Hartlaub, 1857) - Etiópia területén él, az Etióp-magasföldön
- Euplectes afer ladoensis (Reichenow, 1885) - Szudán déli része, Etiópia délnyugati része, Szomália, Kenya és Tanzánia északi része
- Euplectes afer taha (A. Smith, 1836) - Taha-szövőmadár; Kelet- és Dél-Afrikában élő alfaj, előfordul Tanzánia középső és déli részén, Angola, Zambia, Namíbia, Botswana, Zimbabwe, a Dél-afrikai Köztársaság és Lesotho területén; eseti előfordulását jelezték Szváziföld és Mozambik területéről is. [2]

## Előfordulása
Afrikában, a Szahara alatti területeken honos. Észlelték Portugália, Puerto Rico, Jamaica és Japán területén is, ezen területekre betelepítették. 
Természetes élőhelyei a szubtrópusi és trópusi száraz és elárasztott gyepek, valamint mocsarak. Állandó, nem vonuló faj.

## Megjelenése
Testhossza 10 centiméter, testtömege 11-20 gramm.

## Természetvédelmi helyzete
Az elterjedési területe rendkívül nagy, egyedszáma pedig stabil. A Természetvédelmi Világszövetség Vörös listáján nem fenyegetett fajként szerepel.